# Біндгейміт
Біндгейміт — мінерал, водний антимонат свинцю. Хімічна формула: 8[Pb2Sb2 O6(O, OH)]. Сингонія кубічна. Землисті маси і кірки. Твердість 4-4,5. Густина 4,6-5,6. Блиск смоляний до землистого. Колір жовтий, коричневий, сірий, білий або зеленуватий. Зустрічається в зоні окиснення стибійсвинцевих руд.
Розрізняють:
- біндгейміт бісмутистий (відміна біндгейміту, яка містить до 10 % Ві2О3);
- біндгейміт сріблистий (відміна біндгейміту, яка містить срібло).